# Running Man Brothers
Running Man Brothers é uma dupla pop sul-coreana formada após o programa de televisão Running Man. A dupla é formada por Kim Jong-kook e Haha em 2014.

## História
Kim e Haha são membros regulares do programa Running Man, que começou a ser exibido em 2010. Os dois foram descritos como a "dupla" favorita do mesmo, embora Yoo Jae-suk seja a estrela do programa. Kim e Haha foram descritos como um dos "temperos" de Running Man, com referências a Kim como "de simpatia juvenil,  personalidade otimista e de masculinidade" e Haha com "seu insaciável senso de humor e espírito livre", assim juntos, são descritos como a "dupla musical".
Os dois são amigos há muitos anos. Haha disse que conheceu Kim quando este tinha 19 anos de idade e quando segundo ele, Kim era super famoso, uma lenda no boy group Turbo.

## Carreira
Além de suas carreiras musicais individuais, com Haha e seu "estilo de música reggae" e Kim com "baladas melancólicas e suaves", os dois se apresentaram juntos durante seu trabalho para o programa Running Man, em encontros de fãs e concertos. Em 2012, Kim lançou o álbum Volume 7 - Journey Home que incluiu a faixa "Words I Want To Say To You", que contou com a participação de seus companheiros de Running Man Haha e Gary.

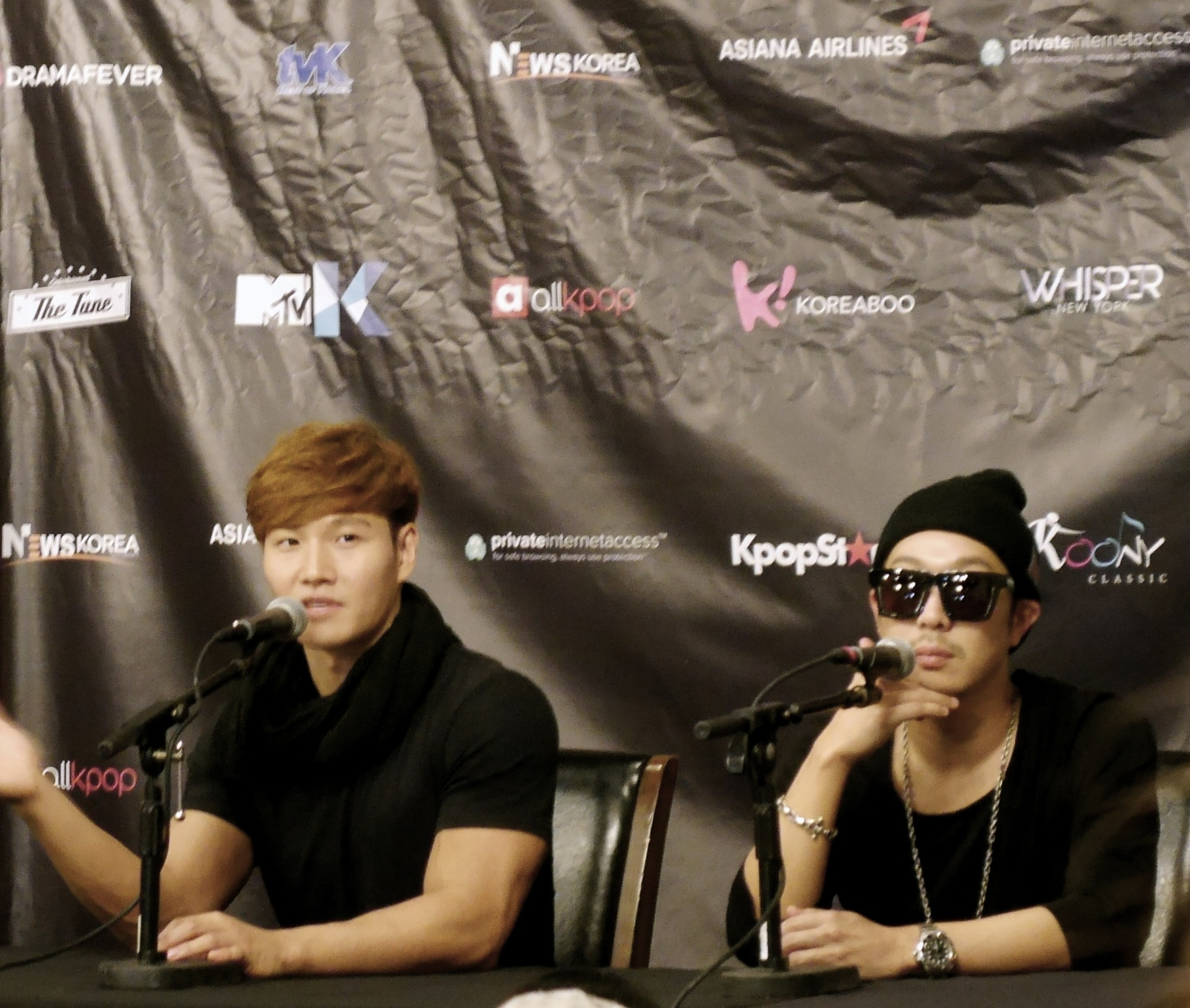
Kim Jong-kook e Haha em Dallas, 14 de dezembro de 2014.

### Estreia e turnê nos Estados Unidos
Em 12 de julho de 2014, Kim e Haha estrearam juntos em um concerto para o Fantasy Springs Resort, em Palm Springs, Califórnia, cantando suas canções de sucesso, que foi notado como um "retorno" às suas raízes musicais.
Em 14 de dezembro de 2014, eles colaboraram com a Tune Entertainment para uma segunda etapa de sua turnê de concertos nos Estados Unidos, com concertos em 12 de dezembro, no Queens College Colden Auditorium em Nova York e em 14 de dezembro no Gilley's em Dallas. Esses concertos foram anunciados por cartazes  e começaram com um vídeo trazendo Yoo Jae-suk, Lee Kwang-soo, Ji Suk-jin, Gary e Song Ji-hyo, parabenizando-os pela primeira turnê da dupla dos Estados Unidos. As apresentações incluíram algumas de suas canções como "You're My Destiny" de Haha e "Lovable" de Kim, que incluiu ainda sucessos do Turbo. Além disso, houve covers de Bruno Mars com Just the Way You Are e de Jay-Z e Alicia Keys com Empire State of Mind, para interessar o público estadunidense.

## Integrantes
| Running Man Brothers |                |                    |                    |                    |                                |
| Nome artístico       | Nome artístico | Nome de nascimento | Nome de nascimento | Nome de nascimento | Data de nascimento             |
| Romanizado           | Hangul         | Romanizado         | Hangul             | Hanja              | Data de nascimento             |
| -------------------- | -------------- | ------------------ | ------------------ | ------------------ | ------------------------------ |
| Kim Jong-kook        | 종국           | Kim Jong-kook      | 김종국             | 金鐘國             | 25 de abril de 1976 (48 anos)  |
| Haha                 | 하하           | Ha Dong-hoon       | 하동훈             | 河東勳             | 20 de agosto de 1979 (45 anos) |